# Saleh al-Ali
Shaykh Saleh Ahmad al-Ali (in arabo الشيخ صالح أحمد العلي‎?; Al-Shaykh Badr, 1884 – Tartus, 13 aprile 1950) è stato un rivoluzionario siriano alauita che comandò la rivolta alauita del 1919, una delle prime ribellioni contro il mandato francese della Siria prima della grande rivoluzione siriana.

## Scenario
Saleh al-Ali nacque nel 1883 da una famiglia di notabili alawiti di Al-Shaykh Badr, nel nord-ovest della catena montuosa costiera siriana. Secondo quanto riferito, si scontrò con gli ottomani nel 1918 prima del loro ritiro dalla Siria, uccidendo due soldati ottomani che stavano molestando una moglie di suo padre. Questo atto gli guadagnò una fam locale di ribelle. Dopo la morte di suo padre, costruì un santuario per lui e, secondo quanto riferito, fece miracoli sul sito, secondo la leggenda locale.

## Ribellione contro i francesi

### Inizio della ribellione
Nel 1918 i francesi occuparono la costa siriana e iniziarono a spostarsi nell'interno. Il 15 dicembre 1918 Saleh al-Ali convocò un incontro di importanti notabili alauiti nella città di Sheikh Badr. Al-Ali ha avvertì i partecipanti che i francesi avevano occupato la costa siriana con l'intenzione di separare la regione dal resto del paese e li esortò a ribellarsi e cacciare i francesi dalla Siria. Quando le autorità francesi sepper dell'incontro, inviarono una forza da Al-Qadmus alla città di Sheikh Badr per arrestare Saleh al-Ali. Al-Ali e i suoi uomini tesero un'imboscata alle forze nel villaggio di Niha, a ovest di Wadi al-Oyoun . Le forze francesi furono sconfitte e subirono più di 35 vittime.

### L'organizzazione della ribellione

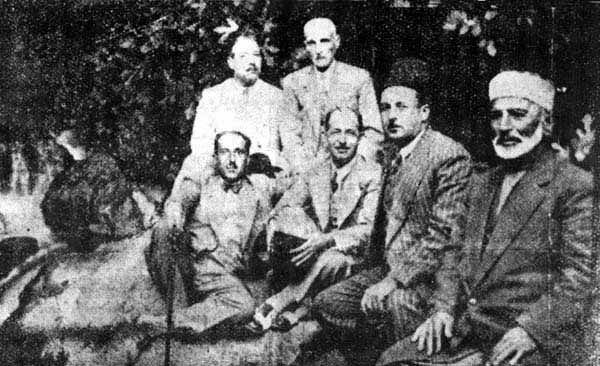
Seduti da sinistra a destra: Shukri al-Quwatli (futuro presidente), Saadallah al-Jabiri (futuro primo ministro), Rida al-Shurbaji (co-fondatore del Blocco nazionale), Sheikh Saleh al-Ali. In piedi sono Hajj Adib Kheir (sinistra) e Ibrahim Hananu, comandante della rivolta di Aleppo

Dopo la vittoria iniziale, al-Ali iniziò a organizzare i suoi ribelli in una forza disciplinata, con un proprio comando generale e gradi militari. L'esercito era sostenuto dalla popolazione locale e alcune donne fornivano acqua e cibo e sostituivano gli uomini al lavoro nei campi. Al-Ali si alleò anche con la ribellione di Ibrahim Hananu ad Aleppo, la rivolta a Talkalakh della tribù Dandashi e la rivolta ad Antiochia di Subhi Barakat . Ricevette fondi e armi anche da Kemal Atatürk della Turchia, che all'epoca era anche in guerra con la Francia.
Nel luglio 1919, in rappresaglia agli attacchi francesi contro le posizioni ribelli, al-Ali attaccò e occupò diversi villaggi ismailiti alleati dei francesi. Tra i due fu conclusa una tregua, ma i francesi la violarono occupando e incendiando il villaggio di Kaf al-Jaz. Al-Ali reagì attaccando e occupando al-Qadmus da cui i francesi hanno condotto le loro operazioni militari contro di lui.

### Fasi finali
L'equilibrio delle forze iniziò a spostarsi a favore dei francesi dopo che ebbero conquistato Damasco, sconfiggendo un esercito raccogliticcio nella battaglia di Maysalun il 24 luglio 1920. A novembre, il generale Henri Gouraud organizzò una campagna in piena regola contro le forze di Saleh al-Ali nelle montagne di An-Nusayriyah . I francesi entrarono nel villaggio di al-Ali, Ash-Shaykh Badr. ed arrestarono molti notabili alauiti. Al-Ali fuggì a nord, ma le forze francesi conquistarono le sue posizioni e al-Ali si dette alla macchia. Una corte marziale francese convocata a Latakia  lo condannò a morte in contumacia.

## Anni dopo

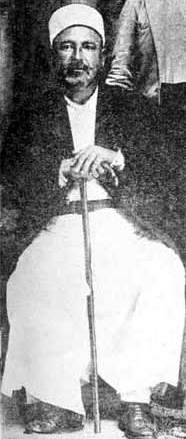
Lo sceicco Saleh al-Ali

Al-Ali rimase nascosto fino a quando il generale Gouraud non emise un'amnistia generale nel 1922. Tornò a casa sua e si astenne da ogni attività politica fino alla sua morte, avvenuta il 13 aprile 1950 a Tartus.

## Eredità
Saleh Al-Ali è diventato una figura celebrata dopo l'indipendenza della Siria. Al-Ali, nella sua prima apparizione pubblica dal 1922, fu ospite d'onore del presidente Shukri al-Quwatli alle celebrazioni del giorno dell'evacuazione il 17 aprile 1946.